# Egri Viktor (író)
Egri (vagy Eisler) Viktor (Nagyszombat, 1898. december 26. – Pozsony, 1982. augusztus 6.) állami díjas szlovákiai magyar író, drámaíró, publicista, érdemes művész.

## Élete
1915-ben a pozsonyi felső kereskedelmi iskolában érettségizett. Az első világháború idején előbb tisztviselő, majd 1916-tól az olasz és a francia fronton harcolt, majd Sopron környékén hadnagyként szolgált. A tanácsköztársaság bukását követően 1919-től ismét tisztviselő.
Írói pályája az 1920-as évek elején indult. Első novelláskötete, a Pierre találkozása 1925-ben Berlinben jelent meg a Voggenreiter Verlag magyar osztályának kiadásában, ahol számos csehszlovákiai magyar könyvet adtak ki. Már az első köztársaság idején az egyik legtehetségesebb szlovákiai magyar prózaírónak számított. Döntő élménye az első világháború, ebből származott antimilitarizmusa. A második világháború idején származása miatt nem publikálhatott és bujkálni kényszerült.
1945 után Pozsonyban élt. 1947-ben A Gedeon-ház című drámájának szlovák fordításával jelentkezett újból az irodalmi életben. 1949–1956 között az Új Szó kulturális rovatának szerkesztője, 1956–1959 között A Hét főszerkesztője volt. Fontos szerepet játszott a háború utáni szlovákiai magyar irodalmi élet újjászervezésében. A Magyar Területi Színházban bemutatott darabjain kívül több színművét játszották a szlovák színházak, illetve a műkedvelők is.

## Művei
- 1923 A rácsablakos ház
- 1925 Pierre találkozása. Berlin
- 1927 Demeter megtérése. Berlin
- 1928 Felkél a nap. Pozsony
- 1937 Égő föld (átdolgozva: Pozsony, 1958)
- 1950 Sovánka. Jelenetek a mai falu életéből. Pozsony
- 1950 Fény a faluban. Pozsony
- 1952 Közös út. Pozsony
- 1953 Márton elindul. Pozsony
- 1954 Ártatlanok igazsága. Pozsony
- 1955 Helsinki napok, útinapló. Pozsony
- 1956 Tűrj, üllő. Pozsony
- 1956 Ének a romok felett, drámai költemény. Pozsony
- 1957 Én. Öt színdarab (tart.: A Gedeon-ház, Élni kell!, Közös út, Házasság, Ének a romok felett). Pozsony/Budapest
- 1959 Virágzik a hárs, színmű
- 1960 Szívet cserélni nehéz. Pozsony/Budapest
- 1961 A tüzet rettegik a farkasok, színmű. Pozsony
- 1962 Keserű égbolt. Pozsony/Budapest
- 1962 Szarkafészek, színmű. Pozsony
- 1964 Boldogok szigete. Pozsony/Budapest
- 1964 Ilonának hívták, színmű. Pozsony
- 1965 Férjhez adom az anyámat. Pozsony
- 1965 Megmondom mindenkinek. Pozsony/Budapest
- 1967 Emberközelben. Bratislava/Budapest
- 1968 Pergőtűzben. Pozsony/Budapest
- 1969 Agnus Dei. Pozsony/Budapest
- 1971 Eszter, Bella és a többiek. Pozsony/Budapest
- 1972 Tiszta források. Pozsony/Budapest
- 1973 Csendes esték vallomása. Pozsony/Budapest
- 1974 Festett világ. Pozsony/Budapest
- 1975 A rivalda fényében. Pozsony/Budapest
- 1976 Angyalbőrben. Pozsony/Budapest
- 1978 Társakkal és társtalanul. Pozsony/Budapest
- 1980 A hallgatás évei, önéletírás, Pozsony/Budapest
- 1982 Rendbontók. Pozsony
- 1983 Fény és kenyér. Pozsony/Budapest

## Kitüntetései
- 1952: Állami Díj
- 1967: A Magyar Népköztársaság Munka Vörös Zászló Érdemrendje
- 1968: Csehszlovák Békedíj[3]
- 1974: Érdemes Művész